# ورامين
ورامین هي مدينة إيرانية، تقع في محافظة طهران وهي مركز المحافظة ومركز مقاطعة ورامين، تقع على جنوب طهران.

## أعلام
- أذر منصوري